# Gobierno Mazón
El Gobierno de Mazón (Govern de Carlos Mazón) es el gobierno de la Comunidad Valenciana desde el 19 de julio de 2023, en el marco de la XI legislatura de las Cortes Valencianas.
Está liderado por el popular Carlos Mazón y formado tras las Elecciones autonómicas del 28 de mayo de 2023. Está inicialmente compuesto por nueve consejeros, dos de los cuales tienen el título de vicepresidente. Es reorganozado en una primera vez, el 14 de julio de 2024 y luego en diciembre de 2024.
Mayoría en el Parlamento al inicio de su mandato, está formado por una Gobierno de coalición entre el Partido Popular y Vox. Esto se rompió en julio de 2024, provocando la minoría del ejecutivo.
Sucede al segundo gobierno Botánico, formado por tres partidos de izquierda (política) y de centro izquierda, y que asumió la gestión de la actualidad desde las elecciones autonómicas.

## Historia
Este gobierno está liderado por el nuevo Presidente de la Generalidad Valenciana, el popular, Carlos Mazón. Está constituido y sostenido por una Gobierno de coalición entre el Partido Popular de la Comunidad Valenciana (PP) y Vox. Juntos, tienen 53 diputados de 99, o el 53,5% de los escaños del Parlamento.
Se constituye tras las elecciones autonómicas del 28 de mayo de 2023.
Sucede, por tanto, al segundo gobierno del socialista Ximo Puig, formado y apoyado por una coalición entre el Partido Socialista Obrero Español (PSOE), la Coalición Compromís y Unidas Podemos (UP).

### Formación
Durante las elecciones autonómicas, el Partido Popular obtuvo la mayoría relativa de escaños tras haber recogido aproximadamente 860.000 votos. La coalición saliente pierde su mayoría absoluta debido a que Unidas Podemos no logra cruzar el umbral electoral. Para alcanzar esta mayoría, el Partido Popular deberá llegar a un acuerdo con Vox.
El 13 de junio de 2023, al término de su primera reunión, el PP anunció la celebración de un acuerdo de principio para formar un gobierno de coalición, que prevé que Vox ocupará la presidencia del Parlamento. El líder de Vox, Carlos Flores, cuya presencia en la ejecutiva fue rechazada por la dirección nacional del PP debido a su condena por violencia doméstica en 2002, renuncia en esta ocasión a cualquier participación en la coalición para presentarse a las elecciones generales anticipadas del 23 de julio.
Los órganos competentes del Parlamento, para el próximo 10 de julio de 2023, convocan el debate y votación de la investidura de Carlos Mazón el 13 de julio de 2023. Después de haber pronunciado su Discurso de Política General, obtuvo la confianza del Parlamento por 53 votos a favor y 46 votos en contra, beneficiándose como se esperaba de la apoyo del PP y Vox.

## Composición
| |                                                                   |                                                                    |                                            |  |
| Gobierno de Carlos Mazón                                                                                                 |                                                                   |                                                                    |                                            |  |
| desde el 19 de julio de 2023                                                                                             |                                                                   |                                                                    |                                            |  |
| Partido político |                                                                   | Partido Popular de la Comunidad Valenciana                         | Partido Popular de la Comunidad Valenciana |  |
| Partido político | Vox                                                               |                                                                    |                                            |  |
| Partido político | Independiente                                                     |                                                                    |                                            |  |
| Cargo | Titular                                                           | Titular                                                            | Titular                                    |  |
| Presidencia |                                                                   |                                                                    |                                            |  |
| Presidente |                                                                   | Carlos Mazón Guixot Desde el 19 de julio de 2023                   |                                            |  |
| Vicepresidencia |                                                                   |                                                                    |                                            |  |
| Vicepresidente primero                                                                                                   |                                                                   | Vicente Barrera Simó 19 de julio de 2023-12 de julio de 2024       |                                            |  |
| Vicepresidente primero                                                                                                   | Susana Camarero Benítez Desde el 12 de julio de 2024              |                                                                    |                                            |  |
| Vicepresidente segundo                                                                                                   |                                                                   | Susana Camarero Benítez 19 de julio de 2023-12 de julio de 2024    |                                            |  |
| Vicepresidente segundo                                                                                                   | Francisco José Gan Pampols Desde el 22 de noviembre de 2024       |                                                                    |                                            |  |
| Consejerías |                                                                   |                                                                    |                                            |  |
| Servicios Sociales, Igualdad y Vivienda                                                                                  |                                                                   | Susana Camarero Benítez 19 de julio de 2023-12 de julio de 2024    |                                            |  |
| Hacienda, Economía y Administración Pública (2023-2024) Hacienda y Economía (desde 2024)                                 |                                                                   | Ruth María Merino Peña Desde el 19 de julio de 2023                |                                            |  |
| Justicia e Interior (2023-2024) Emergencias e Interior (desde 2024)                                                      |                                                                   | Elisa Núñez Sánchez 19 de julio de 2023-12 de julio de 2024        |                                            |  |
| Justicia e Interior (2023-2024) Emergencias e Interior (desde 2024)                                                      | Salomé Pradas Ten 12 de julio-22 de noviembre de 2024             |                                                                    |                                            |  |
| Justicia e Interior (2023-2024) Emergencias e Interior (desde 2024)                                                      | Juan Carlos Valderrama Zurián 12 de julio-22 de noviembre de 2024 |                                                                    |                                            |  |
| Justicia y Administración Pública                                                                                        |                                                                   | Nuria Martínez Sanchis Desde el 22 de noviembre de 2024            |                                            |  |
| Sanidad |                                                                   | Marciano Gómez Gómez 19 de julio de 2023-12 de julio de 2024       |                                            |  |
| Educación, Universidades y Ocupación (2023-2024) Educación, Cultura, Universidades y Trabajo (desde 2024)                |                                                                   | José Antonio Rovira Jover 19 de julio de 2023-12 de julio de 2024  |                                            |  |
| Agricultura, Ganadería y Pesca (2023-2024) Agricultura, Agua, Ganadería y Pesca (desde 2024)                             |                                                                   | José Luis Aguirre Larrauri 19 de julio de 2023-12 de julio de 2024 |                                            |  |
| Agricultura, Ganadería y Pesca (2023-2024) Agricultura, Agua, Ganadería y Pesca (desde 2024)                             | Miguel Barrachina Ros 19 de julio de 2023-12 de julio de 2024     |                                                                    |                                            |  |
| Medioambiente, Agua, Infraestructuras y Territorio (2023-2024) Medioambiente, Infraestructuras y Territorio (desde 2024) |                                                                   | Salomé Pradas Ten 19 de julio de 2023-12 de julio de 2024          |                                            |  |
| Medioambiente, Agua, Infraestructuras y Territorio (2023-2024) Medioambiente, Infraestructuras y Territorio (desde 2024) | Vicente Martínez Mus Desde el 12 de julio de 2024                 |                                                                    |                                            |  |
| Innovación, Industria, Comercio y Turismo                                                                                |                                                                   | Nuria Montes de Diego 19 de julio de 2023-22 de noviembre de 2024  |                                            |  |
| Innovación, Industria, Comercio y Turismo                                                                                | Marian Cano García Desde el 22 de noviembre de 2024               |                                                                    |                                            |  |
| Cultura y Deporte |                                                                   | Vicente Barrera Simó 19 de julio de 2023-12 de julio de 2024       |                                            |  |
| Reconstrucción Económica y Social                                                                                        |                                                                   | Francisco José Gan Pampols Desde el 22 de noviembre de 2024        |                                            |  |
| Portavocía |                                                                   |                                                                    |                                            |  |
| Portavocía |                                                                   | Ruth María Merino Peña 19 de julio de 2023-22 de noviembre de 2024 |                                            |  |
| Portavocía | Susana Camarero Benítez Desde el 22 de noviembre de 2024          |                                                                    |                                            |  |